# Aubuçon (Puèi Domat)
Aubusson-d'Auvergne és un municipi francès situat al departament del Puèi Domat i a la regió d'Alvèrnia-Roine-Alps. L'any 2007 tenia 221 habitants.

## Demografia

### Població
El 2007 la població de fet d'Aubusson-d'Auvergne era de 221 persones. Hi havia 96 famílies de les quals 28 eren unipersonals (24 homes vivint sols i 4 dones vivint soles), 28 parelles sense fills, 36 parelles amb fills i 4 famílies monoparentals amb fills.
La població ha evolucionat segons el següent gràfic:
Habitants censats

### Habitatges
El 2007 hi havia 163 habitatges, 98 eren l'habitatge principal de la família, 41 eren segones residències i 25 estaven desocupats. 153 eren cases i 7 eren apartaments. Dels 98 habitatges principals, 78 estaven ocupats pels seus propietaris, 15 estaven llogats i ocupats pels llogaters i 4 estaven cedits a títol gratuït; 1 tenia una cambra, 3 en tenien dues, 16 en tenien tres, 30 en tenien quatre i 47 en tenien cinc o més. 59 habitatges disposaven pel capbaix d'una plaça de pàrquing. A 44 habitatges hi havia un automòbil i a 44 n'hi havia dos o més.

### Piràmide de població
La piràmide de població per edats i sexe el 2009 era:
| Homes | Edats   | Dones |
| ----- | ------- | ----- |
| 0     | 95 o +  | 0     |
| 0     | 90 a 94 | 0     |
| 0     | 85 a 89 | 8     |
| 0     | 80 a 84 | 4     |
| 12    | 75 a 79 | 0     |
| 8     | 70 a 74 | 8     |
| 8     | 65 a 69 | 16    |
| 8     | 60 a 64 | 4     |
| 4     | 55 a 59 | 0     |
| 12    | 50 a 54 | 8     |
| 8     | 45 a 49 | 4     |
| 8     | 40 a 44 | 8     |
| 4     | 35 a 39 | 8     |
| 12    | 30 a 34 | 16    |
| 4     | 25 a 29 | 4     |
| 0     | 20 a 24 | 8     |
| 0     | 15 a 19 | 4     |
| 12    | 10 a 14 | 8     |
| 8     | 5 a 9   | 4     |
| 8     | 0 a 4   | 0     |

## Economia
El 2007 la població en edat de treballar era de 130 persones, 93 eren actives i 37 eren inactives. De les 93 persones actives 88 estaven ocupades (45 homes i 43 dones) i 5 estaven aturades (3 homes i 2 dones). De les 37 persones inactives 12 estaven jubilades, 11 estaven estudiant i 14 estaven classificades com a «altres inactius».

### Ingressos
El 2009 a Aubusson-d'Auvergne hi havia 109 unitats fiscals que integraven 239 persones, la mediana anual d'ingressos fiscals per persona era de 16.809 €.

### Activitats econòmiques
Dels 11 establiments que hi havia el 2007, 1 era d'una empresa de fabricació d'altres productes industrials, 4 d'empreses de construcció, 4 d'empreses d'hostatgeria i restauració, 1 d'una empresa immobiliària i 1 d'una empresa classificada com a «altres activitats de serveis».
Dels 5 establiments de servei als particulars que hi havia el 2009, 2 eren paletes, 1 fusteria, 1 lampisteria i 1 restaurant.
L'any 2000 a Aubusson-d'Auvergne hi havia 13 explotacions agrícoles que ocupaven un total de 330 hectàrees.

## Poblacions més properes
El següent diagrama mostra les poblacions més properes.